# Туросы
Ту́росы (Туроссы, Туроса; бел. Ту́расы, Тураса) — озеро в Ушачском районе Витебской области Белоруссии. Относится к бассейну реки Туровлянка. Принадлежит к группе Ушачских озёр.
Название Туросы восходит к финно-угорскому термину тур «озеро».

## Описание
Озеро Туросы находится в 24 км к востоку от городского посёлка Ушачи. Рядом с озером располагается деревня Колки. Высота над уровнем моря — 128,6 м.
Площадь поверхности водоёма составляет 0,74 км². Наибольшая глубина — 15,3 м, средняя — 5 м. Длина — 1,74 км, наибольшая ширина — 0,74 км. Длина береговой линии — 6,14 км. Объём воды в озере составляет 3,67 млн м³, площадь водосбора — 2,94 км².
Котловина озера — сложного типа. К северу и западу от озера располагается озовая гряда. В этих местах высота склонов котловины варьируется от 20 до 32 м. Высота остальных склонов — до 15 м. Южный и восточный склоны распаханные. Озеро обладает хорошо выраженной террасой высотой 0,8—1,2 м. Ширина поймы варьируется от 10-12 до 50 метров. Берега водоёма песчаные, низкие, на западе и севере сливающиеся со склонами котловины. Дно возле берега песчаное, на глубине — илистое и сапропелистое.
Озеро зарастает слабо. Надводная растительность распространяется до глубины 1,9 м на расстояние до 100 м от берега.
Через Туросы протекает река Дива, выше и ниже по течению которой расположены озёра Отолово и Берёзовское соответственно. В озеро впадает ручей, вытекающий из озера Провады. Кроме того, озёра Туросы и Отолово соединяются дополнительной протокой.